# 소련의 여자 배우 목록

## 가
- 옐레나 고골레바
- 나탈리아 골루벤체바
- 라리사 골루비나
- 라리사 구제예바
- 베라 글라고레바

## 나
- 니나 니주라제

## 다
- 라리사 돌리나
- 스베틀라나 드루지니나

## 라
- 이르마 라우슈
- 라리사 루피안
- 율리아 루트베르그

## 마
- 림마 마르코바
- 이리나 미로시니쳉코

## 바
- 엘리나 비스트리츠카야
- 갈리나 볼체크

## 사
- 옐레나 사네예바
- 타티야나 사모일로바
- 율리야 솔른체바
- 리디아 스미르노바
- 이리나 스콥체바
- 갈리나 스타하노바

## 아
- 베라 알렌토바
- 올가 아로세바
- 레야 아헤자코바
- 자나 에플레
- 클랍디야 옐란스카야
- 류보브 올를로바
- 타티야나 올를로바
- 타티야나 오쿠넵스카야

## 자
- 올가 주라블로바

## 차
- 류드밀라 체스키코카

## 카
- 옐레나 콘둘라이넨
- 타티야나 쿠드럅체바
- 베라 쿠즈미나
- 타티야나 크랍쳉코

## 타
- 발렌티나 탈리지나

## 파
- 발렌티나 페도토바
- 알리나 포크롭스카야